# Датунский храм
Датунский храм — памятник средневекового христианского зодчества в Шамильском районе Дагестана. Расположен в ущелье Хатан-Бугеб-ккал (в переводе с аварского означает «Воскресное ущелье») на берегу безымянной речки, в районе села Датуна.
Церковь возведена грузинскими миссионерами предположительно в конце X — начале XI веков. Заброшена в XIII веке, вновь функционировала небольшой отрезок времени в XIX веке. Во время Кавказской войны 1817—1864 годов церковь была отдана под богослужение русским солдатам, перешедшим на сторону имама Шамиля.
Построена по образцу грузинских некупольных храмов, зального типа. Сложена из блоков золотисто-жёлтого песчаника. Длина храма 9,1 м, ширина 5,7 м, высота 8 м. Крыша покрыта черепицей. Храм имеет три входа с запада и востока и центральный с севера (выходит к обрыву, назначение не ясно). Окна — щелевидные. В одной из частей постройки имеются двойные стены, в которых расположены кельи (что часто свидетельствует о существовании монашеской жизни). В 20-х годах XX века ещё были видны фрески на стенах.
В XXI веке церковь находится в запустении. Подвержена нападкам вандалов и «чёрных копателей».